# Worship Music
Worship Music ist das 10. Studioalbum der US-amerikanischen Thrash-Metal-Band Anthrax. Es erschien am 13. September 2011. Erstmals seit Persistence of Time (1990) ist wieder Joey Belladonna auf einem Anthrax-Studioalbum zu hören.

## Geschichte
Nach dem letzten Studioalbum We’ve Come for You All (2003) und der Neueinspielung alter Hits unter dem Titel The Greater of Two Evils hatte Bassist Frank Bello 2004 die Band verlassen, kehrte 2005 für die Reunion mit Sänger Joey Belladonna und Leadgitarrist Dan Spitz zurück. Anfang 2007 zerbrach das Reunion-Lineup, John Bush wollte ebenfalls nicht als Sänger zurückkehren. Kurzzeitig war Corey Taylor von Slipknot im Gespräch, hatte jedoch keine Zeit. Ende 2007 verpflichtete die Band mit Dan Nelson einen bis dato wenig bekannten Sänger und spielte zudem wieder mit Gitarrist Rob Caggiano. In dieser Zeit wurde Worship Music mit Nelson am Gesang aufgenommen. Seine Veröffentlichung war bereits für 2009 geplant gewesen. Unter nicht ganz geklärten Umständen erfolgte die Trennung von Nelson. John Bush übernahm das Mikrofon, wollte aber nicht zum bereits aufgenommenen Material singen. Nachdem die Band die Zusage für die The-Big-4-Festivals erhalten hatte, entschloss sie sich Belladonna wieder zu engagieren. Mit ihm überarbeitete die Band einige der Songs des bereits aufgenommenen Albums, die ansonsten nicht zu der teilweise höheren Tonlage Belladonnas gepasst hätten. Einige Stücke wurden allerdings auch in der für Joey Belladonna eigentlich untypisch tiefen Lage belassen.
"Fight 'Em 'Til You Can't" wurde bereits am 24. Juni 2011 vorab als erste Single veröffentlicht.

## Kritik und Erfolg
Auf der Webseite Blabbermouth.net erhielt das Album die Bewertung 8,5 von 10. Das Album erreichte mit Platz 12 in den USA die höchste Chartplatzierung seit Sound of White Noise 1993 (Platz 7), in Deutschland mit Platz 13 sogar die höchste jemals, vor State of Euphoria (1988, Platz 15).

## Titelliste
1. Worship – 1:40
2. Earth on Hell – 3:10
3. The Devil You Know – 4:46
4. Fight 'Em 'Til You Can't – 5:48
5. I'm Alive – 5:36
6. Hymn 1 – 0:38
7. In the End – 6:48
8. The Giant – 3:47
9. Hymn 2 – 0:44
10. Judas Priest – 6:24
11. Crawl – 5:28
12. The Constant – 5:01
13. Revolution Screams – 6:07